# Spartanburg
Spartanburg é uma cidade localizada no estado norte-americano da Carolina do Sul, no Condado de Spartanburg. A cidade foi fundada em 1883, e incorporada em 1890.

## Demografia
Segundo o censo norte-americano de 2000, a sua população era de 39.673 habitantes.
Em 2006, foi estimada uma população de 38.561, um decréscimo de 1112 (-2.8%).

## Geografia
De acordo com o United States Census Bureau tem uma área de
49,8 km², dos quais 49,6 km² cobertos por terra e 0,2 km² cobertos por água. Spartanburg localiza-se a aproximadamente 238 m acima do nível do mar.

## Localidades na vizinhança
O diagrama seguinte representa as localidades num raio de 12 km ao redor de Spartanburg.